# Nitinol 60
NiTiNOL 60, o 60 NiTiNOL, es una aleación de níquel y titanio (nominalmente Ni-40wt% Ti) descubierta a finales de los años 50 por el Laboratorio Naval de los Estados Unidos (de ahí la porción "NOL" del nombre NiTiNOL). Dependiendo de la historia térmica del tratamiento, el NiTiNOL 60 puede exhibir propiedades superelásticas en el estado endurecido o características de memoria de forma en el estado reblandecido.
Sin embargo, la producción del material en cantidades significativas resultó bastante difícil con los métodos convencionales y el material quedó olvidado en gran parte.
La composición y los parámetros de procesamiento han sido revividos recientemente por Summit Materials, LLC bajo la marca registrada SM-100. SM-100 mantiene la combinación de NiTiNOL 60 de una excelente resistencia a la corrosión [la NASA la denomina "A prueba de corrosión"] y unas impresionantes propiedades antidesgaste y antierosión.
En las pruebas de elevación de rodamientos realizadas por la NASA, el SM-100 ha demostrado tener más del doble de vida útil que el acero inoxidable 440C y más de diez veces la vida útil de las aleaciones de titanio convencionales con un coeficiente de fricción significativamente menor. La naturaleza superelástica del material le confiere la capacidad de soportar una carga de compresión de más de 350 ksi (2.400 MPa) sin producir un retorno permanente.

## Aplicaciones
Las aplicaciones comunes de Nitinol 60 incluyen:
- Rodamientos[6]
- Cuchillos de gama alta[7]
- Cuchillas implantables, incluyendo estructuras trenzadas plegables y stents[8]

## Propiedades
La siguiente tabla compara el 60 NiTiNOL con otros materiales para rodamientos utilizados comúnmente.
| SM-100                     | 440C      | M-50           |          |
| Densidad (g/cm3)           | 6.7       | 7.8            | 8.0      |
| Dureza                     | 58-64 Rc  | 58-62 Rc       | 60-65 Rc |
| Resistencia a la corrosión | Excelente | Insignificante | Pobre    |
| ¿Magnético?                | No        | Si             | Si       |
| Número Modell              | 38        | 14             | 16       |